# محمد أحمد بن الرباني
محمد أحمد بن الشيخ محمد عبد الرحمن بن محمود بن الرباني التندغي من مواليد 1266هـ في ضواحي أبي تلميت. وصحب أباه الشيخ محمد ولد محمود ولد الرباني في هجرته إلى غرب البلاد ولازمه ملازمة ظله حتى أخذ عنه كل العلوم والفنون فكان إذن خليفة والده في كل المجالات العلمية والتربوية ولم يعرف له شيخ غير والده ولكن ذلك لم يؤثر في رصيده ولا مخزونه المعرفي، وقد عاد الشيخ محمد
أحمد إلى مرابع قومه بعد وفاة والده بفترة وجيزة في حدود سنة (1318هـ/1899م) ثم ما لبث أن توغل شرقا في اتجاه منطقة لبراكنة وظل يتحرك بمحظرته الضخمة بين المنطقتين، وفي تلك الأثناء وفي عام 1332ه عينه الفرنسيون قاضيا لمنطقة لبراكنة لكنه امتنع عن هذا التعيين ورعا منه ومعاداة لهم وكان شديد النفور مما يقرب إليهم شديد البغض لهم فأرسل للشيخ (بابا) بن الشيخ سيديا (ت.1924م) رسالة يلتمس فيها منه التدخل لإنقاذه من هذه الورطة، يقول في بعضها:
وقد نسج الشيخ محمد أحمد شبكة من العلاقات الواسعة ربطته بكل أطياف مجتمعه من حملة لواءي القلم والسيف ،فكان صديقا ذا مكانة خاصة للشيخ (بابا) بن الشيخ سيدي محمد بن الشيخ سيديا وكان ذا صلة بوالده وجده قبل ذلك رغم حداثة سنه أيامهما وارتبط بعلاقات قوية مع أبناء بابا لاسيما محمد وعبد الله وإبراهيم وإسحاق وكانت له صلات قوية بالقاضي محمذن فال بن أحمدو فال وبالشيخ محمدو بن حبيب الرحمن وابنه الشيخ أحمدو التندغيين الحليين وربطته صداقة حميمة بالعالم الديماني البراء بن بك(بكاف معقودة) والعلامة محمد بن أمين بن الفراء المازري التندغي الشكاني والقارئ زين العابدين اليدالي والشريف الشيخ الطالب بويا بن الشيخ سعد بوه (1918م) وغيرهم كثير،
كما ربطته صلات مودة واحترام مع بعض ذوي النفوذ والسلطان من أهل الشوكة مثل أمير آدرار أحمد بن امحمد بن عيده وصديقه المقرب سيد أحمد بن بوبكر شيخ أولاد أحمد، ونفترض أن له علاقات مماثلة مع أمراء لبراكنة وتكانت دون أن نملك إثباتات موثقة تؤكد ذلك .

## آثار ومصنفات
له مجموعة من الفتاوى والأقضية المتفرقة وتفسير لبعض الآيات القرآنية، كذلك عدد من المصنفات:
1. خلاصة التدريس للمبتدئ والعالم النقريس
2. نصرة من يضام ممن يتصدى لنقض الأحكام
3. أجوبة فقهية.[2]

### نظم
1. نظم في أسماء الله الحسنى.[2]
2. نظم في السيرة.[2]
3. نظم في طبقات النحاة
4. نظم في الجيم والجيم
5. نظم في سور القرآن وناسخها ومنسوخها[2][3]
6. نظم في مصطلح الحديث[2]
7. نظم في الشهداء[2]
8. نظم في غريب القرآن[2]
9. نظم في الفقه[2]
10. نظم في النحو.[2]

### الشعر
له ديوان لم يختر له عنوانًا، يبلغ عدد أبياته 1704 أبيات - تحقيق محمد محمودين بن أحمد يورة بن الرباني - المعهد العالي للدراسات والبحوث الإسلامية - 1986 - (مرقون)، وله مجموع شعري مخطوط ومحفوظ بقسم المخطوطات بالمعهد الموريتاني للبحث العلمي - نواكشوط.
وقد جاء شعره تمثيلاً طبيعيًا لبيئته من حيث تشابهها مع بيئة الشعر القديم، فجارى القدماء، واتبع تقاليدهم: من ذلك وصفه للرحلة، والبلاد التي تمر بها، ومضارب أهله ومواضع النزول فيها، كما نظم في الرثاء والاستسقاء وفي الغزل والفخر والتوسل والنصح، ومساجلات وإخوانيات، وكثير من شعره في المديح النبوي، كما مدح شيوخه وأساتذته ورحب بهم، ونظم في مناسبات وداعهم واستقبالهم.

## وفاته
توفي الشيخ يوم الخميس 09-06-1353ه ودفن في مقبرة انواتيل الشهيرة إلى جانب جده محمود وأخويه محمذن والمختار وجد أبيه الرباني وجد جده بلليهنا.